# Northrop X-21
Northrop X-21A — экспериментальный самолет компании Northrop, предназначенный для испытаний крыльев с ламинарным управлением потоком воздуха. Он был основан на планере Douglas WB-66D, при этом крыльевые двигатели были перенесены в заднюю часть фюзеляжа, освободив место для воздушных компрессоров. Самолет впервые поднялся в воздух 18 апреля 1963 года под управлением летчика-испытателя НАСА Джека Уэллса.[1] Хотя полезные испытания были проведены, обширные требования к техническому обслуживанию сложной системы ламинарного потока привели к завершению программы.
При первоначальном тестировании возникли серьезные проблемы с засорением пористых материалов и щелей на поверхности мусором, насекомыми и даже дождем. В определенных условиях кристаллы льда могут образовываться из-за быстрого охлаждения воздуха над ламинарными поверхностями. Это резко нарушит ламинарный поток, вызывая быстрое плавление и быстрый переход обратно к турбулентному потоку. Было желательно максимально достичь 95 % ламинарного потока в этих областях.[2] Однако проектные работы были отменены из-за проблем с заглушкой.
В рамках программы полета X-21 были получены новаторские данные, включая влияние неровностей поверхности, турбулентность пограничного слоя, вызванную трехмерными эффектами потока по размаху в пограничном слое (так называемое загрязнение по размаху) и ухудшающее воздействие на окружающую среду. например, кристаллы льда в атмосфере. Технические характеристики (Х-21А)Общие характеристики
Экипаж: пять
Длина: 75 футов 3 дюйма (22,94 м)
Размах крыльев: 93 фута 6 дюймов (28,51 м)
Высота: 25 футов 7 дюймов (7,8 м)
Площадь крыла: 1250 кв. футов (116,17 м2)
Пустой вес: 45 828 фунтов (20 783 кг)
Полная масса: 83 000 фунтов (37 727 кг)
Силовая установка: 2 турбореактивных двигателя General Electric J79-GE-13 с тягой 9400 фунтов силы (42 кН) каждый.
Производительность
Максимальная скорость: 487 узлов (560 миль в час, 896 км/ч)
Диапазон: 4156 миль (4780 миль, 7697 км)
Практический потолок: 42 500 футов (12 957 м)